# Julia Richter (Ruderin)

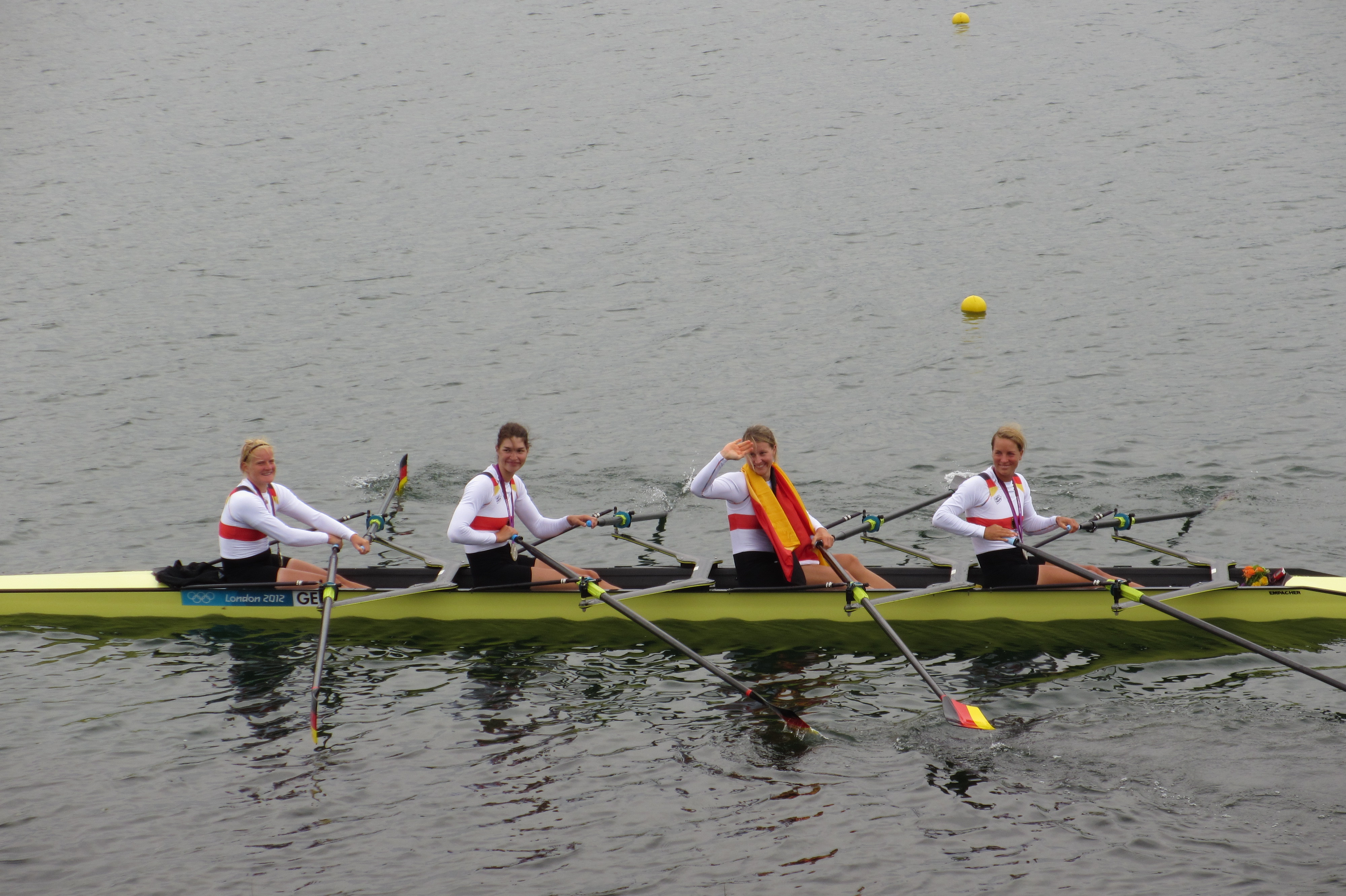
Annekatrin Thiele, Carina Bär, Julia Richter und Britta Oppelt (von links nach rechts) nach dem Gewinn der Silbermedaille im Frauen-Doppelvierer bei den Olympischen Spielen 2012 in London.

Julia Richter (* 29. September 1988 in Schwedt/Oder) ist eine deutsche Ruderin. 2011 und 2013 war sie Weltmeisterin im Doppelvierer.

## Karriere
Julia Richter belegte zusammen mit Lena Moebus bei den U23-Weltmeisterschaften 2007 den zweiten Platz im Doppelzweier. Bei den Europameisterschaften 2007 traten Richter und Moebus zusammen mit Judith Aldinger und Sophie Dunsing im Doppelvierer an und gewannen die Bronzemedaille. 2008 siegte Richter bei den U23-Weltmeisterschaften im Einer, bei den Europameisterschaften 2008 wurde sie Neunte im Einer. 2009 folgte die Silbermedaille im Doppelvierer bei den U23-Weltmeisterschaften.
2010 gewann Richter zusammen mit Tina Manker, ihrer Vereinskameradin beim Ruderklub am Wannsee, den deutschen Meistertitel im Doppelzweier. Bei den Ruder-Europameisterschaften 2010 trat sie zusammen mit Britta Oppelt, Carina Bär und Tina Manker im Doppelvierer an, die vier deutschen Ruderinnen erkämpften die Silbermedaille hinter den Ukrainerinnen. Bei den Weltmeisterschaften belegten die vier den dritten Platz hinter den Booten aus dem Vereinigten Königreich und der Ukraine.
2011 siegte Richter zusammen mit Britta Oppelt, Carina Bär und Stephanie Schiller bei den Deutschen Meisterschaften im Doppelvierer. Nach zwei Weltcupsiegen im Doppelvierer gewannen Britta Oppelt, Stephanie Schiller, Julia Richter und Tina Manker Gold bei den Weltmeisterschaften in Bled.
Bei den Olympischen Spielen 2012 in London gewann sie gemeinsam mit Carina Bär, Annekatrin Thiele und Britta Oppelt im Doppelvierer die Silbermedaille.
Bei den Ruder-Europameisterschaften 2013, in Sevilla, gewann sie im Doppelvierer Gold. Ein Jahr später, bei den Ruder-Weltmeisterschaften 2013 in Chungju, gewannen sie Gold.